# أبو يوسف شرقيه
أبو يوسف شرقيه هو زعيم جند الشام ومسؤول حركة فتح السابق. يسمى أبو يوسف الشرقية أمير الشريعة. نادرا ما يغادر منزله ولكنه أنشأ نفسه كشخصية مهمة في منطقة عين الحلوة في لبنان. يدعي جند الشام أن شرقيه تم تعذيبه في مخيم نهر البارد الفلسطيني.